# 이재훈 (1975년 희극인)
이재훈(1974년 5월 21일 ~ )은 대한민국의 희극 배우이다. 전주고등학교를 거쳐 전주대학교 불문학과에 졸업했고, KBS 16기 개그맨으로 데뷔했다.

## 생애
KBS 코미디 프로그램 《개그콘서트》, 《시사터치 코미디파일》과 영화 《갈갈이 패밀리와 드라큐라》에 출연하였다. 개그콘서트의 코너 〈생활사투리〉에서의 걸쭉한 전라도 사투리와 〈도레미 트리오〉에서의 좋은 노래 실력으로 인기를 끌었다.
유행어로는 "아따 거시기 허요", "아~하! 그렇구나"가 있다. 도레미 트리오에서도 잠깐 보여준 노래실력을 바탕으로 뮤지컬 《폴인러브》에도 출연했다.

## 학력
- 전주고등학교 졸업
- 전주대학교 불어불문학과 졸업

## CF
- 2003년 고려제약 하벤플러스 (정형돈, 김인석과 함께 출연)
- 2003년 롯데칠성음료 히야

## 출연작
- KBS 1TV 가족오락관
- KBS 2TV 쇼 행운열차
- KBS 2TV 개그콘서트

〈도레미 트리오〉
〈박준형의 생활사투리〉
- KBS 1TV 재난탈출 생존왕

## 드라마
- 2008년 OCN 주말드라마 《과거를 묻지 마세요》
- 2012년 tvN 수목미니시리즈 《제3병원》 ... 건달 1 역
- 2016년 MBC 아침드라마 《좋은사람》 ... 박명수 역
- 2017년 MBC 일일연속극 《전생에 웬수들》 ... 카페 주인 역 (특별출연)

## 라디오
- 2023년 TBN 전북교통방송 《달리는 라디오》 ... 이진영과 함께 진행

## 수상 경력
- 2002년 KBS 연예대상 코미디 부문 최우수코너상
- 2003년 KBS 연예대상 코미디 부문 최우수코너상
- 2013년 7월 23일 1대 100 303회 100인 중 우승

## 가족 관계
- 배우자 : 허문정
  - 딸 : 이소은 (2011년[1]  ~ )
- 누나 : 이수미 (2021년 10월 23일 별세)
  - 자형 : 나윤배
- 형제동생 : 이철훈